# Within You Without You
Within You Without You (englisch für Innerhalb von Dir, außerhalb von Dir) ist ein Lied der Beatles, das im Jahr 1967 als achter Titel auf der LP Sgt. Pepper’s Lonely Hearts Club Band veröffentlicht wurde. Es ist das erste Stück auf der zweiten Seite der Schallplatte. Komponiert wurde der Titel von George Harrison. Es war nach Love You To (1966) die zweite Harrison-Komposition, die von klassischer indischer Musik beeinflusst wurde.

## Hintergrund

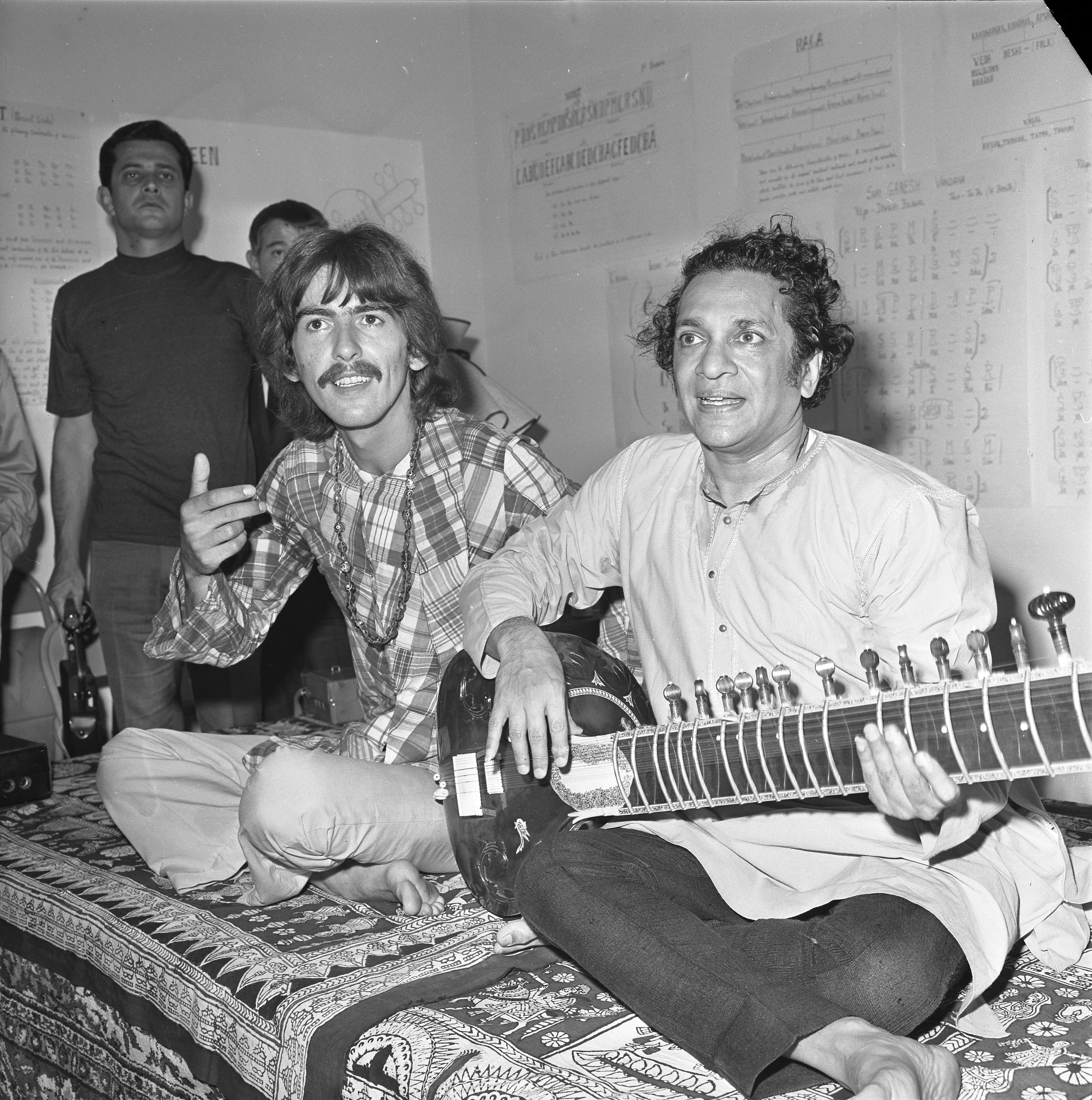
George Harrison (links) und Ravi Shankar, 1967

Harrison hatte zu dieser Phase des Sgt.-Pepper-Projektes die Komposition Only a Northern Song beigetragen, die bereits am 13. und 14. Februar 1967 aufgenommen worden war. Der Titel wurde allgemein abgelehnt und erschien erst 1969, in überarbeiteter Version, auf der LP Yellow Submarine. Angeregt durch ein langes Gespräch über den Sinn des Lebens mit seinem Freund Klaus Voormann und durch sein Interesse an der indischen Philosophie, steckte er seine Konzentration in den Entwurf einer meditativen Litanei, mit einem ungewöhnlichen Klang.
Harrison erinnerte sich in seiner Autobiografie I, Me, Mine an die Entstehung des Liedes:

“The song was written at Klaus Voormann's house in Hampstead, London, one night after dinner. I was playing a pedal harmonium in the house, when the song came to me. The tune came first, then the first sentence […] we were talking […] I finished the words later.

This was during the Sergeant Pepper period, and after I had been taking sitar lessons with Ravi Shankar for some time, so I was getting a bit better on the instrument. I was continually playing Indian music lessons the melodies of which are called Sargams, which are the bases of the different Ragas. That’s why around this time I couldn’t help writing tunes like this which were based upon unusual scales.”

## Aufnahmen
Die Aufnahmen fanden am 15. und 22. März sowie am 3. und 4. April 1967 in den Abbey Road Studios mit dem Produzenten George Martin in London statt. Geoff Emerick war der Toningenieur der Aufnahmen. Harrison war der einzige Beatle, der an den Aufnahmen zu diesem Stück beteiligt war. Die indischen Instrumente Sitar, Dilruba, Swarmandal, Tabla und Tanpura wurden von Musikern des Londoner Asian Music Centre gespielt. Bei den abschließenden Aufnahmen am 4. April 1967 kam noch ein Streicherensemble, bestehend aus acht Violinen und drei Celli, hinzu. Das Arrangement stammte von George Martin. Harrison befürchtete, das Lied könnte zu ernst aufgefasst werden. Um die Atmosphäre zu lockern, fügte er ein schallendes Gelächter an das Ende.
Es wurde eine Monoabmischung und eine Stereoabmischung am 4. April 1967 hergestellt. Das abschließende Gelächter der Monoversion unterscheidet sich von dem der Stereoversion.
Besetzung
- George Harrison: Tanpura, Sitar, Akustische Gitarre, Gesang
- Neil Aspinall: Tanpura
- Erich Grünberg, Alan Loveday, Julien Gaillard, Paul Scherman, Ralph Elman, David Wolfsthal, Jack Rothstein, Jack Greene: Violine
- Reginald Kilbey, Allen Ford, Peter Beavan: Cello
- Buddhadev Kansara: Tanpura
- Amiya Dasgupta: Tabla
- Anna Joshi, Amrit Gajjar: Dilruba
- unbekannte indische Musiker: Esraj, Swarmandal

## Veröffentlichung
- Am 30. Mai 1967 erschien in Deutschland das zwölfte Beatles-Album Sgt. Pepper’s Lonely Hearts Club Band, auf dem Within You Without You enthalten ist. In Großbritannien wurde das Album am 26. Mai veröffentlicht, dort war es das neunte Beatles-Album. In den USA erschien das Album sechs Tage später, am 1. Juni, dort war es das 14. Album der Beatles.
- In Deutschland wurde die Single Sgt. Pepper’s Lonely Hearts Club Band / With a Little Help from My Friends / Within You Without You im September 1978 veröffentlicht. Sie platzierte sich nicht in den Charts.
- Am 13. März 1996 wurde auf dem Kompilationsalbum Anthology 2 veröffentlicht, auf dem sich eine Instrumentalversion befindet, bei der im Jahr 1995 der Gesang von George Harrison weggemischt wurde.
- Am 26. Mai 2017 erschien die 50-jährige Jubiläumsausgabe des von Giles Martin und Sam Okell neuabgemischten Albums Sgt. Pepper’s Lonely Hearts Club Band (Super Deluxe Box), auf dieser befinden sich, neben der Monoversion, die bisher unveröffentlichte Version (George Coaching The Musicians) und (Take 1 – Indian Instruments Only) von Within You Without You.
- Am 10. November 2023 wurde das Kompilationsalbum 1967–1970 erneut wiederveröffentlicht. Auf diesem befindet sich erstmals Within You Without You in der von Giles Martin und Sam Okell 2017 neu abgemischten Version.